# Halophila hawaiiana
Halophila hawaiiana är en dybladsväxtart som beskrevs av Maxwell Stanford Doty och Benjamin Clemens Masterman Stone. Halophila hawaiiana ingår i släktet Halophila och familjen dybladsväxter. IUCN kategoriserar arten globalt som sårbar.
Artens utbredningsområde är Hawaii. Inga underarter finns listade.